# Hochwasserwarnung
Unter Hochwasserwarnung oder Flutwarnung versteht man die Warnung vor einem zu erwartenden Hochwasser – an Küsten wie Binnengewässern – und dessen Auswirkung durch Ausuferung und Überflutung. Sie ist einer der Aufgabenbereiche im Hochwassermanagement als Teilgebiet des Katastrophenschutzes. Hochwasserwarnungen sind von großem öffentlichen Interesse und wichtig im Risikomanagement von Naturgefahren. Von Hochwasseralarm spricht man dann speziell beim Ergreifen von Schutz- und Abwehrmaßnahmen.

## Hochwasserwarndienste
Unter Hochwasserwarndienst (Hochwassermeldedienst, Hochwassernachrichtendienst) versteht man spezielle amtlich-behördliche oder private Dienstleister, die Hochwasserwarnungen für einen gewissen Bereich herausgeben.
Die Warndienste betreiben oder nutzen ein Pegelnetz und ermitteln anhand von Wetterprognosen, den Hochwasserwarnungen im Einzugsgebiet und der Kenntnis um das Gewässersystem die Hochwassergefahr, und verfassen notwendige Warnmeldungen.
Meist ist der Hochwasserwarndienst eine Betätigung der hydrographischen Dienste, mancherorts gibt es spezielle Hochwasserwarndienste (so in den deutschen Ländern oder in Frankreich), andernorts werden alle Umweltwarnungen zentralisiert zusammengefasst (Behörde für Katastrophenmanagement, so in den österreichischen Bundes- und Landeswarnzentralen, sonst an einer allgemeinen Umweltbehörde). Die Hochwasserwarnungen werden auch durchwegs über Wetterdienste verlautbart (diese sind als Hydrometeorologischer Dienst oft verbunden), zunehmend auch international vernetzt (etwa mit dem europäischen Verbund meteoalarm oder PegelAlarm): An Meeresküsten ist wegen der Sturmflutproblematik die Verbindung mit Sturmwarnungen vonnöten, im Binnenland ist eine Hochwasserwarnung von Niederschlagsprognosen abhängig, im Hochgebirge auch von Temperaturanstiegen und Schneeschmelze. Hochwasserwarndienste stehen oft auch in Verbindung mit einer Schifffahrtsbehörde (so der Bundesebene in Deutschland oder an der Donau in Österreich). Die Hochwasserwarnungen werden auch über Schifffahrtsinformationssysteme verbreitet, auch das zunehmend international vernetzt (etwa KHR-GIS am Rhein). Einen Sonderfall bilden die Tsunamiwarnsysteme, sie stellen neben der hydrographischen Problematik eine Verbindung mit geophysikalischen Diensten und deren Erdbebenwarnungen oder Warnungen bei Vulkanausbrüchen her.

## Hochwasserwarnstufen

### Allgemeine Warnstufen
Historisch gewachsen sind verbale Beschreibungen, etwa „Kleines Hochwasser“, „Mittleres Hochwasser“, „Großes Hochwasser“. Diese sind an phänomenologische Auswirkungen, wie Ausuferung, Überströmen von Sperrwerken oder Ausmaß der Überflutungen ausgerichtet.
Die Warnstufen sind heute durchwegs an die Jährlichkeit eines Hochwasserereignisses gekoppelt, also beispielsweise ein (rechnerisches) Jahrhunderthochwasser, als Abflussmenge (kurz: HQ100) oder Pegelstand. Bemessungsgrundlage ist meist ein geschichtlicher Referenzwert, was also nicht ausschließt, dass sich als hundertjährlich klassierte Ereignisse häufen. Deswegen verwendet man das Mittlere Hochwasser (MHQ) nicht für Warnstufen, es wird über eine gewisse Datenreihe gemittelt, die meist zu kurz ist, um seltene Extremereignisse erfasst zu haben.
Zum Sprachgebrauch für Zentraleuropa kann man sagen, dass ein „kleines“ Hochwasser etwa alle 2 bis 5 Jahre, ein „mittleres“ Hochwasser alle 10 Jahre, ein „großes“ Hochwasser in etwa alle 30 Jahre und ein „sehr großes“ Hochwasser alle 100 Jahre auftritt.
| [ 2 ]  | Deutschland (DE)                                      | Österreich (AT)Warnstufen (AT)     | Österreich (AT)Warnstufen (AT)                            | Schweiz (CH)                 |
| >MQ    |                                                       |                                    | Erhöhtes Mittelwasser (Erhöhte Wasserführung) sehr häufig | 1: Keine oder geringe Gefahr |
| >HQ1   | 1                                                     | Kleines Hochwasser häufig          |                                                           | 1: Keine oder geringe Gefahr |
| >HQ2   | 1                                                     | Kleines Hochwasser häufig          | Kleines Hochwasser Warnstufe 1 (Meldebeginn)              | 2: Mäßige Gefahr             |
| >HQ5   | 1                                                     | Mittleres Hochwasser selten-häufig | Kleines Hochwasser Warnstufe 1 (Meldebeginn)              | 2: Mäßige Gefahr             |
| >HQ10  | Mittleres Hochwasser Warnstufe 2 (Kontrolldienst)     | 2                                  | Großes Hochwasser selten                                  | 3: Erhebliche Gefahr         |
| >HQ20  | Großes Hochwasser Warnstufe 3 (Wachdienst)            | 2                                  | Großes Hochwasser selten                                  | 3: Erhebliche Gefahr         |
| >HQ30  | Großes Hochwasser Warnstufe 3 (Wachdienst)            | 3                                  | Sehr großes Hochwasser sehr selten                        | 4: Große Gefahr              |
| >HQ50  | Sehr großes Hochwasser Warnstufe 4 (Hochwasserabwehr) | 3                                  | Sehr großes Hochwasser sehr selten                        | 4: Große Gefahr              |
| >HQ100 | Sehr großes Hochwasser Warnstufe 4 (Hochwasserabwehr) | 3                                  | Extremes Hochwasser extrem selten                         | 5: Sehr große Gefahr         |
| RHHQ   | Sehr großes Hochwasser Warnstufe 4 (Hochwasserabwehr) | 3                                  | Extremes Hochwasser extrem selten                         | 5: Sehr große Gefahr         |

Klassierung der Abflüsse beim Hochwasser Juni 2009 (österreichisches System, hier in anderen Farben als Tabelle oberhalb: rot > HQ100)

- (DE) Vierstufiges System des deutschen Länderübergreifendes Hochwasserportals; entspricht den (Hochwasser- resp. Sturmflut-) Meldestufen oder Alarmstufen der Länder (Hamburg: nur 2 Stufen; Hessen, Niedersachsen, Nordrhein-Westfalen: nur 3 Stufen);[3] siehe Hochwasserwarnstufen in Deutschland
- (AT) In Österreich 3-teilige Skala Hochwasserwarnstufen (Abflusskategorien) des hydrographischen Dienstes des Bundes eHYD:[4] das 6-stufige System, das für Klein- und Gebirgsbäche wichtig ist, ist besonders im Burgenland,[5] in Kärnten,[6] Tirol[7] und Vorarlberg[8] üblich.
Das System wird nach unten fortgesetzt:[6] <MQ:  Nieder- bis Mittelwasser / sehr häufig, <MJNQ (mittleres jährliches Niederwasser): Extremes Niederwasser / selten; das Burgenland verwendet wegen der landesübergreifenden Arbeit der Österreichisch-Ungarischen Gewässerkommission Warnmarke 2 am Mittelwert aus MQ und HQ1 insbesondere für den Neusiedlersee, Warnmarke 1 bei Q95% (<Q95%).[5]
 Daten sind aktuell allgemein auf die Periode 1981–2010 hydrographisches Jahr (30-jähriges Mittel) bezogen.
- (CH) Schweizer Gefahrenstufen-System des Bundesamtes für Umwelt (BAFU); die Schwellenwerte werden in Absprache zwischen Bund und Kantonen punktuell angepasst.[9]

### Lokale Warnstufen

Pegel Hamburg-St. Pauli: Rechts oben die örtlichen Sturmflut-Stufen in Bezug zum Pegelwert

Warnstufen an einer gewissen Stelle beruhen meist auf langjährigen Erfahrungen und werden typischerweise an einem Pegel gemessen. Hier weiß man, welcher Wasserstand welches Schadenspotential hat. Ohne genaueres Wissen um den Pegel selbst, also Pegelnull, Normalwasserstand und Verlauf des Anstieges (Ganglinie) und das Abflussregime vor Ort sind reine Wasserstandsangaben wie „6,32 m Pegel XXX“ wertlos. Für den örtlichen Katastrophenschutz sind die Wasserhöhe und ihr Anstieg (meist in cm/h) aber zentrales Alarmsignal.
Spezielle Warnstufen sind beispielsweise:
- in der Schweiz verwendet das BAFU ein Gefahrenstufen-System für die Seen in der Form:[9]
Sommerkote (SK, maximales Jahresmittel) zu Hochwassergrenze (HWG, ein örtlicher Erfahrungswert) in den Grenzen SK+1⁄3 (Gefahrenschwelle 1), SK+2⁄3 (Gefahrenschwelle 2), HWG (Gefahrenschwelle 3) und HWG+25 cm (Gefahrenschwelle 4)